# KEN Mode
Pour les articles homonymes, voir Ken.
KEN Mode (KEN étant l'acronyme de Kill Everyone Now) est un groupe canadien de noise rock, originaire de Winnipeg, Manitoba.

## Histoire
Formé par les frères Jesse (guitare/chant) et Shane Matthewson (batterie) et un ami de longue date, Darryl Laxdal (basse), le groupe a sorti plusieurs démos entre 1999 et 2003, menant à la sortie de leur premier album Mongrel sur Escape Artist Records,.
Plusieurs tournées ont suivi avec des groupes comme The End, Sulaco et American Heritage de Relapse Records, en plus de dates régionales avec Mastodon, Burnt By the Sun, Anodyne, Pelican, Harkonen, Breather Resist, The Dream is Dead, Psyopus, Daughters, et Buried Inside à travers le Midwest et la côte est des États-Unis, et à travers le Canada. En 2004, Laxdal quitte le groupe, avant de le rejoindre en 2005 pour terminer l'enregistrement de la suite du groupe, Reprisal, sorti en 2006 en format CD chez Escape Artist Records, et en double LP chez No List Records. Après l'enregistrement de Reprisal, Laxdal et le groupe se séparent à nouveau. Drew Johnston (guitariste d'Electro Quarterstaff),, qui a également joué avec Jesse, Shane et Darryl dans Hide Your Daughters, reprend la basse après le départ de Laxdal.
En octobre 2006, le groupe participe au Exclaim ! Magazine Aggressive Tendencies Tour avec Pelican et Daughters à travers le Canada. La basse est assurée par Jahmeel Russell, ancien membre des Kittens et de Projektor, qui jouait avec Jesse, Shane et Drew dans Hide Your Daughters.
KEN Mode travaille ensuite avec Jahmeel pour le troisième album du groupe, Mennonite, sorti en juillet 2008 sur CD par le propre label de Jesse Matthewson, Arctodus Records, et sur vinyle 3x7" par No List Records. Avant la sortie de Mennonite, Chad Tremblay rejoint le groupe en tant que quatrième bassiste en deux ans. Le groupe se lance dans une tournée européenne avec les rockers gallois Taint.
En 2010, le groupe annonce que Profound Lore sortirait son quatrième album studio, intitulé Venerable, qui sera enregistré en août 2010 avec Kurt Ballou de Converge. Ils annoncent également plusieurs tournées nord-américaines avec Gaza, Engineer, Rosetta, Buried Inside, Wolvhammer, Clinging to the Trees of a Forest Fire, et d'autres. Venerable sort le 15 mars 2011, entouré d'une tournée nord-américaine de 8 semaines, joignant leurs forces à celles de Black Breath, Fuck the Facts et Khann. Un calendrier de tournée suit pour la majeure partie de l'année 2011 et le début de l'année 2012 : juin 2011 aux États-Unis avec Deafheaven ; le 19 juin 2011, au Hellfest de Clisson, en France ; juillet/août 2011 dans le Midwest américain et l'Est du Canada avec The Great Sabatini ; septembre/octobre 2011 aux États-Unis avec The Atlas Moth, et une longue tournée européenne avec Kylesa et Circle Takes the Square en janvier et février 2012.
Le 31 mars 2012, Venerable remporte le premier prix Juno de l'album heavy metal/hard music de l'année au Canada, et est également nommé pour l'album rock de l'année par les Western Canadian Music Awards. En plus du cycle de tournées non-stop pour Venerable, KEN Mode connait trois bassistes avant de finalement engager l'ancien guitariste et compositeur de Khann Andrew LaCour, qui tourne avec le groupe à partir de juillet 2011 et contribue à l'écriture de leur cinquième album, Entrench. En novembre 2012, le groupe signe un contrat mondial avec Season of Mist pour la sortie de son cinquième album, qu'il passe les mois de septembre et octobre à enregistrer et mixer avec Matt Bayles. Entrench sort en mars 2013. En juin 2013, l'album est en liste longue pour le Prix de musique Polaris 2013 et est nommé pour le prix Juno de l'album heavy metal/hard music de l'année, leur deuxième album nommé depuis la création de ce prix en 2012.

## Membres

### Membres actuels
- Jesse Matthewson - chant, guitare (depuis 1999), basse, piano (depuis 2012)
- Shane Matthewson - batterie (depuis 1999)
- Scott Hamilton - basse, chœurs (depuis 2014)
- Kathryn Kerr - saxophone, synthétiseur, piano, percussions, chœurs (depuis 2021)[26]

### Anciens membres
- Darryl Laxdal - basse, chœurs (1999-2004, 2005)
- Drew Johnston - basse (2006)
- Jahmeel Russell - basse (2006-2007)
- Chad Tremblay - basse, chœurs (2007-2010)
- Thérèse Lanz - basse (2010-2011)
- Andrew LaCour - basse, chœurs (2011-2014)

## Discographie
- 2003 : Mongrel
- 2006 : Reprisal
- 2008 : Mennonite
- 2011 : Venerable
- 2013 : Entrench
- 2015 : Success[27]
- 2018 : Loved
- 2022 : Null
- 2023 : Void